# ジャック・アンクティル
ジャック・アンクティル（Jacques Anquetil、1934年1月8日-1987年11月18日）はフランスの自転車プロロードレースの選手。最初にツール・ド・フランスで5回（1957年・1961年・1962年・1963年・1964年）、総合優勝を成し遂げた事で知られている。　
「メートルジャック」と呼ばれ、空気抵抗の少ないフォームでタイムトライアルを得意とした。山岳ステージではなるべくロスを避け最小限のタイム差でゴールし、タイムトライアルでライバルと圧倒的な差をつけレースに勝利するという現代グランツールでの勝ち方はアンクティルからはじまったとも言われている。またアンクティル自身、ツール・ド・フランスの総合優勝のほかジロ・デ・イタリアでも1960年・1964年と2回の総合優勝、ブエルタ・ア・エスパーニャにも1963年に総合優勝している。　
1987年に胃癌で死去。結婚はしていたが実子はいなかった。

## ツール・ド・フランス5勝の軌跡
ツール・ド・フランス5勝は平坦な道のりではなく、数々の試練の連続であった。　
- 1957年　総合優勝　　
  - ツール・ド・フランス初出場。4つの区間優勝で総合優勝にも輝く。
- 1958年　途中棄権　
  - レースの途中で気管支肺炎を患い喀血し途中棄権
- 1959年　総合3位　
  - チームメートのロジェ・リヴィエールとトラブルを起こしレースに集中できずにいた。リヴィエールに勝たせるぐらいなら他の誰が勝ってもいいと考えていたとも。
- 1960年　不参加
  - ジロ・デ・イタリアに参加した為、休養をとり参加せず。
- 1961年～1964年　総合優勝　
  - ツール・ド・フランス史上初めて4連覇を達成。
- 1965年　不参加　
  - アンクティルの勝ち方等からマスコミやフランス国民からバッシングを受けるようになる。この頃は自転車に乗る事さえ苦痛だったとも。
- 1966年　途中棄権　
  - レース序盤は優勝を狙えるほどのパフォーマンスをみせていたが、開催中にひいた風邪から気管支炎を患う。1958年の経験から棄権してしまう。アンクティルが棄権を決め自転車を降りたときカメラマンのフラッシュのなかクシを取り出し髪をとかしたという。